# Antichristus
Antichristus est une série de bande dessinée d'aventure éditée par Soleil Productions ; le scénario est de Bruno Falba, les dessins de Vladimir Aleksić, et les couleurs d'Antoine Quaresma. Elle a été interrompue après deux volumes.
Cette série inspirée par le folklore des Templiers se déroule en 1798 lors de l'expédition d'Égypte menée par Napoléon Bonaparte.

## Personnages principaux
- Bonaparte : général en chef de l'armée d'orient
- Achard de Bonvouloir : chevalier de Malte
- Déodat Dolomieu : géologue
- Marie-Anne : l'élève de Déodat Dolomieu

## Albums
- Soleil, collection « Secrets du Vatican » :

1. Bon vouloir et loyauté, 2009  (ISBN 978-2-302-00310-1)[1],[2].
2. Bonaparte, 2010  (ISBN 978-2-302-01241-7)[3].